# Mladé Bříště
Mladé Bříště (deutsch Jung Briescht) ist eine Gemeinde in Tschechien. Sie liegt sechs Kilometer südlich von Humpolec und gehört zum Okres Pelhřimov.

## Geographie
Mladé Bříště befindet sich in der Křemešnická vrchovina, einem Teil Böhmisch-Mährischen Höhe. Das Dorf liegt am Nordrand des Waldes Rousínovský les an einem rechten Zufluss zum Jankovský potok. Nordöstlich erhebt sich der Vlčí hory (608 m), im Südosten der Soví hať (619 m) und im Süden der Rousínov (599 m).
Nachbarorte sind Záhoří und Komorovice im Norden, Na Ohradě, Březina und Bystrá im Nordosten, U Válů und Staré Bříště im Osten, Hojkovy, U Makovičků, U Brambůrků und Mysletín im Südosten, Zálesí, Pazderny, Zachotín, Vlčinec, Žabárna, Blatina und Žirov im Süden, Dvůr Rousínov, Rousínov und Útěchovičky im Südwesten, Velký Rybník im Westen sowie Jonášův Mlýn, Rokosův Mlýn und Kletečná im Nordwesten.

## Geschichte

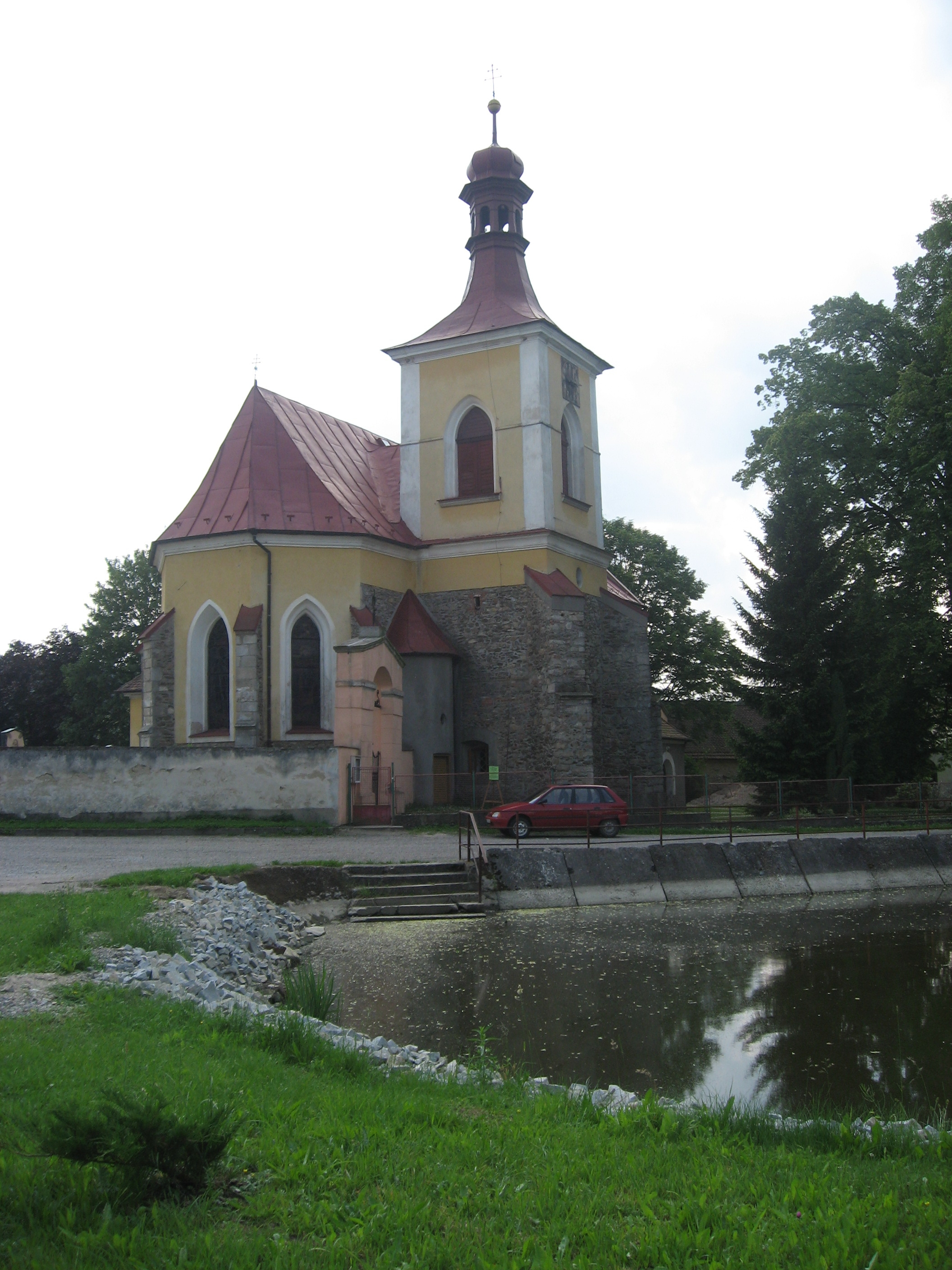
Kirche Johannes des Täufers

Das Dorf wurde wahrscheinlich nach 1149 durch den Prämonstratenserorden gegründet. Die erste urkundliche Erwähnung des dem Kloster Seelau gehörigen Dorfes erfolgte am 8. Mai 1226 in einer Bulle des Papstes Honorius III., in der der klösterliche Besitz bestätigt wird.
1811 sind im Gedenkbuch der Pfarre Mladé Bříště in dem Dorf 16 Häuser genannt. Im Jahre 1843 hatte der Ort 114 Einwohner.
Nach der Ablösung der Patrimonialherrschaften bildete  Nové Bříště ab 1850 einen Ortsteil der Gemeinde Staré Bříště in der Bezirkshauptmannschaft Německý Brod. 1862 wurde die Schule errichtet. Zu Beginn des 20. Jahrhunderts setzte sich der Ortsname Mladé Bříště durch. 1910 kam das Dorf zum Bezirk Humpolec und seit 1948 bildete es mit dem zuvor zu Zachotín gehörigen Ortsteil Hojkovy eine eigene Gemeinde. 1930 bestand Mladé Bříště aus 23 Wohnhäusern und hatte 125 Einwohner. Die Gemeinde Mladé Bříště wurde 1961 dem Okres Pelhřimov zugeordnet. Im Jahre 1974 erfolgte die Eingemeindung von Záhoří.

## Gemeindegliederung
Die Gemeinde Mladé Bříště besteht aus den Ortsteilen Hojkovy (Hojkau), Mladé Bříště (Jung Briescht) und Záhoří (Sahorsch).
Das Gemeindegebiet gliedert sich in die Katastralbezirke Mladé Bříště und Záhoří u Humpolce.

## Sehenswürdigkeiten
- Kirche des hl. Johannes des Täufers, seit 1226 nachweislich
- Pfarrhaus